# Ingemar Simonsson
Helge Ingemar Simonsson, född 20 juni 1931 i Näsums socken i Skåne, död 31 januari 2005 i Malmö, var en svensk präst och debattör. 
Simonsson gick främst i demonstrationståget i Båstad 1968, i samband med att Sverige skulle möta det rassegregerade Rhodesia i Davis Cup i tennis. Protesten lyckades och matchen stoppades. Han var under många år kyrkoherde i Hyllie församling i Malmö och känd för sitt engagemang för bland annat flyktingar och homosexuella.
Simonsson omkom i en trafikolycka. Efter dödsfallet instiftade föreningen Ingemar Simonssons minnesfond ett årligt pris, som första gången utdelades i juni 2006 till Hans Alfredson.
Ingemar Simonsson ligger begravd på Limhamns kyrkogård.